# Dream State
Dream State ist eine 2014 gegründete britische Post-Hardcore-Band aus Wales. Die Band besteht aus Aled Evans, Jake Bowen, Tom Connolly und Jessie Powell. Sie veröffentlichte bisher zwei EPs, ihr Debüt Consequences im Jahr 2015 und Recovery im Jahr 2018, und ein Studioalbum Primrose Path.

## Geschichte

### Gründung undConsequences
Dream State wurde 2014 in South Wales, UK, von Sängerin CJ Gilpin, den Gitarristen Aled Evans und Sam Harrison-Little, Bassist Danny Rayer und Schlagzeuger Jamie Lee gegründet. Die Band veröffentlichte ihre erste Single „Burn Them Down“ am 8. Januar 2015. Am 20. November desselben Jahres veröffentlichte sie außerdem ihre erste EP Consequences, welche im Boneyard Studio in South Wales aufgenommen wurde.

### Besetzungswechsel, UNFD undRecovery
Im März 2017 veröffentlichte die Band ihre Single „White Lies“. Im Sommer hatte sie ihren ersten Festivalauftritt beim Reading and Leeds Festivals. Später wurde bekanntgegeben, dass Dream State während des Festivals beim Musiklabel UNFD unterschrieben haben.
2017 gab es außerdem eine Änderung in der Besetzung. Sam Harrison-Little verließ die Band um mehr Zeit mit seiner Familie zu verbringen und wurde durch Rhys Wilcox ersetzt. Am 18. Mai 2018 wurde die zweite EP der Band, Recovery, über UNFD veröffentlicht. Dream State ist Teil des 2018er Kompilationsalbum Songs That Saved My Life zugunsten von Wohltätigkeitsorganisationen für psychische Gesundheit und zur Selbstmordprävention. Für die Kompilation nahm die Band ein Cover des Linkin Park Songs "Crawling" auf.

### Primrose Pathund Ausscheiden von Danny Rayer
Am 6. März 2019 veröffentlichte Dream State die Single „Hand in Hand“. Die Band veröffentlichte ihre Single „Primrose“ am 10. Juli 2019. Es ist die erste Veröffentlichung nach dem Ausscheiden von Bassist Danny Rayer, welcher „sich entschieden hat, seine Zeit auf seine wundervolle Familie zu konzentrieren“. („He has decided to focus his time on his wonderful family.“)
Am 20. August 2019 veröffentlichte die Band ihre Single „Open Windows“ und verkündete zudem, dass ihr Debütalbum Primrose Path, von Dan Weller produziert, am 18. Oktober 2019 erscheinen wird. Dream State veröffentlichte ihre Single "Twenty Letters" am 8. Oktober 2019, nachdem diese bereits einen Tag zuvor bei Annie Macs Radio 1's Future Sounds auf BBC Radio 1 ihre Premiere feierte.
Am 18. Oktober 2019 erschien das Debütalbum Primrose Path und stieg auf Platz 100 in den offiziellen britischen Musikcharts ein. Nach der Veröffentlichung ging die Band auf eine UK Headliner-Tour, welche am 27. Oktober 2019 in Glasgow begann und tourte anschließend mit Being as an Ocean durch Europa. Anfang 2020 ging Dream State als Vorband auf Europatour mit I Prevail. Die letzten Konzerte der Tour mussten aufgrund der COVID-19-Pandemie verschoben werden.
Am 24. Juni 2020 wurde das Musikvideo für Are You Ready to Live? veröffentlicht. Das Video zeigt von Fans eingesendete Ausschnitte sowie Live-Aufnahmen der Band.

### Kommende EP und Ausscheiden von Jamie Lee
Am 28. Oktober 2020 veröffentlichte die Band ihre Single Monsters. Der Song wird Teil der kommenden EP sein, welche in der ersten Hälfte des Jahres 2021 erscheinen soll. Zwei Tage später gab Dream State die freundschaftliche Trennung von Schlagzeuger Jamie Lee bekannt.

### Ausscheiden von CJ Gilpin und Rhys Wilcox und neue Besetzung
Am 24. Februar 2022 wurde eine Erklärung des Gitarristen Aled Evans auf den Social-Media-Seiten der Band veröffentlicht, in der angekündigt wurde, dass CJ Gilpin und Rhys Wilcox die Band verlassen haben. Bassist Jake Bowen, Schlagzeuger Tom Connolly und Sängerin Jessie Powell wurden als die neuen Mitglieder vorgestellt. Zusammen mit der neuen Besetzung veröffentlichte die Band einen neuen Song und ein Musikvideo für Taunt Me.

## Stil und Einflüsse
Dream States Musikstil wird meistens als Post-Hardcore und Alternative Rock bezeichnet. Jake Richardson von Kerrang! schrieb über den Klang der Band: "It can loosely be described as post-hardcore, but the quintet throw in elements of math-rock, metal and punk and impress at every point." ("Er kann grob als Post-Hardcore beschrieben werden, aber das Quintett wirft Element von Math-Rock, Metal und Punk ein und beeindruckt zu jedem Zeitpunkt.") Slipknot, Tool und Linkin Park wurden als einige der Einflüsse der Band genannt.

## Diskografie

### Studioalben
| Jahr | Titel         | Höchstplatzierung, Gesamtwochen, AuszeichnungChartsChartplatzierungen (Jahr, Titel, Platzierungen, Wochen, Auszeichnungen, Anmerkungen) | Anmerkungen                            |
| Jahr | Titel         | UK | Anmerkungen                            |
| ---- | ------------- | --- | -------------------------------------- |
| 2019 | Primrose Path | UK100 (1 Wo.)UK | Erstveröffentlichung: 18. Oktober 2019 |

### EPs
| Titel        | EP-Details                                                                                |
| ------------ | ----------------------------------------------------------------------------------------- |
| Consequences | Erstveröffentlichung: 20. November 2015 Label: selbst veröffentlicht Format: CD; Download |
| Recovery     | Erstveröffentlichung: 18. Mai 2018 Label: UNFD Format: CD; Download                       |
| Untethered   | Erstveröffentlichung: 3. Februar 2023 Label; selbst veröffentlicht Format: CD; Download   |

### Kompilationsauftritte
- Songs That Saved My Life (2018) – „Crawling“ (Linkin Park-Cover)

### Musikvideos
| Jahr | Titel                  | Album         | Regie              |
| ---- | ---------------------- | ------------- | ------------------ |
| 2015 | Burn Them Down         | Consequences  | Scott Samuel       |
| 2015 | Rebuild, Recreate      | Consequences  | weCREATE           |
| 2017 | White Lies             | Recovery      | Zak Pinchin        |
| 2018 | In This Hell           | Recovery      | Zak Pinchin        |
| 2018 | New Waves              | Recovery      | Clearway Media     |
| 2019 | Primrose               | Primrose Path | Zak Pinchin        |
| 2019 | Open Windows           | Primrose Path | Zak Pinchin        |
| 2019 | Twenty Letters         | Primrose Path | Zak Pinchin        |
| 2020 | Are You Ready to Live? | Primrose Path | Zak Pinchin        |
| 2020 | Monsters               | —             | Zak Pinchin        |
| 2022 | Taunt Me               | Untethered    | Zak Pinchin        |
| 2023 | Comfort In Chaos       | Untethered    | Zak Pinchin        |
| 2023 | Chain Reactions        | Untethered    | Theodore Swaddling |
| 2023 | Chin Up Princess       | –             | GLK Media          |

## Auszeichnungen
- Kerrang! Awards
  - 2018: Kerrang!-Award als Bester britischer Durchbruch (Best British Breakthrough)[34]
- Heavy Music Awards
  - 2019: Heavy Music Award als Beste UK Durchbruchsband (Best UK Breakthrough Band)[35]